# Украинское телевидение
Украи́нское телеви́дение — центральное государственное телевидение Украины. 
До 1991 года руководство украинским телевидением осуществлялось Государственным комитетом Украинской ССР по телевидению и радиовещанию (Гостелерадио УССР), с 24 мая 1991 года по 20 февраля 1995 года — Государственной телерадиокомпанией Украины (ГТРК Украины). В 1995 году вещание государственного телевидения Украины было передано национальному учреждению «Национальная телекомпания Украины», с 1 января 2002 года его осуществляла также Государственная телерадиокомпания «Культура», 19 января 2017 года — акционерному обществу «Национальная общественная телерадиокомпания Украины». 
Передачи Киевской студии телевидения ведутся с ноября 1956 года (с 1969 года ведутся цветные передачи). В 1961 году началась ретрансляция передач 1-й программы Центрального телевидения, с 1962 года в Киеве передачи ведутся по двум программам, с 1965 года вещает общереспубликанская программа, передачи до 1972 года велись по одной смешанной программе, состоявшей из передач 1-й программы Центрального телевидения и передач Киевской студии телевидения, с 1972 года по всей стране телепередачи велись по двум программам: по 1-й программе ретранслировалась 1-я программа Центрального телевидения в полном объёме, по 2-й программе - шли республиканские передачи, с 1973 года в Киеве началась ретрансляция передач 2-й программы Центрального телевидения, с 11 мая 1981 года - Образовательной. До 1991 года вело передачи по 3-й (Украинской) программе (С 1979 по 1991 год кроме других передач включала информационную программу «Актуальная камера», с декабрь 1991 года - «Дніпро», позднее — «УТН» (Українські телевізійні новини, рус. Украинские телевизионные новости)), с 13 мая 1991 до 5 сентября 2004 года вело передачи также и по 2-й программе, а с 3 сентября 1995 года до 1 января 1997 года - оно вещало 2-ю программу в полном объёме, с 1 января 2002 года Государственная телерадиокомания «Культура» вещает собственную одноимённую программу.